# Haus Herold

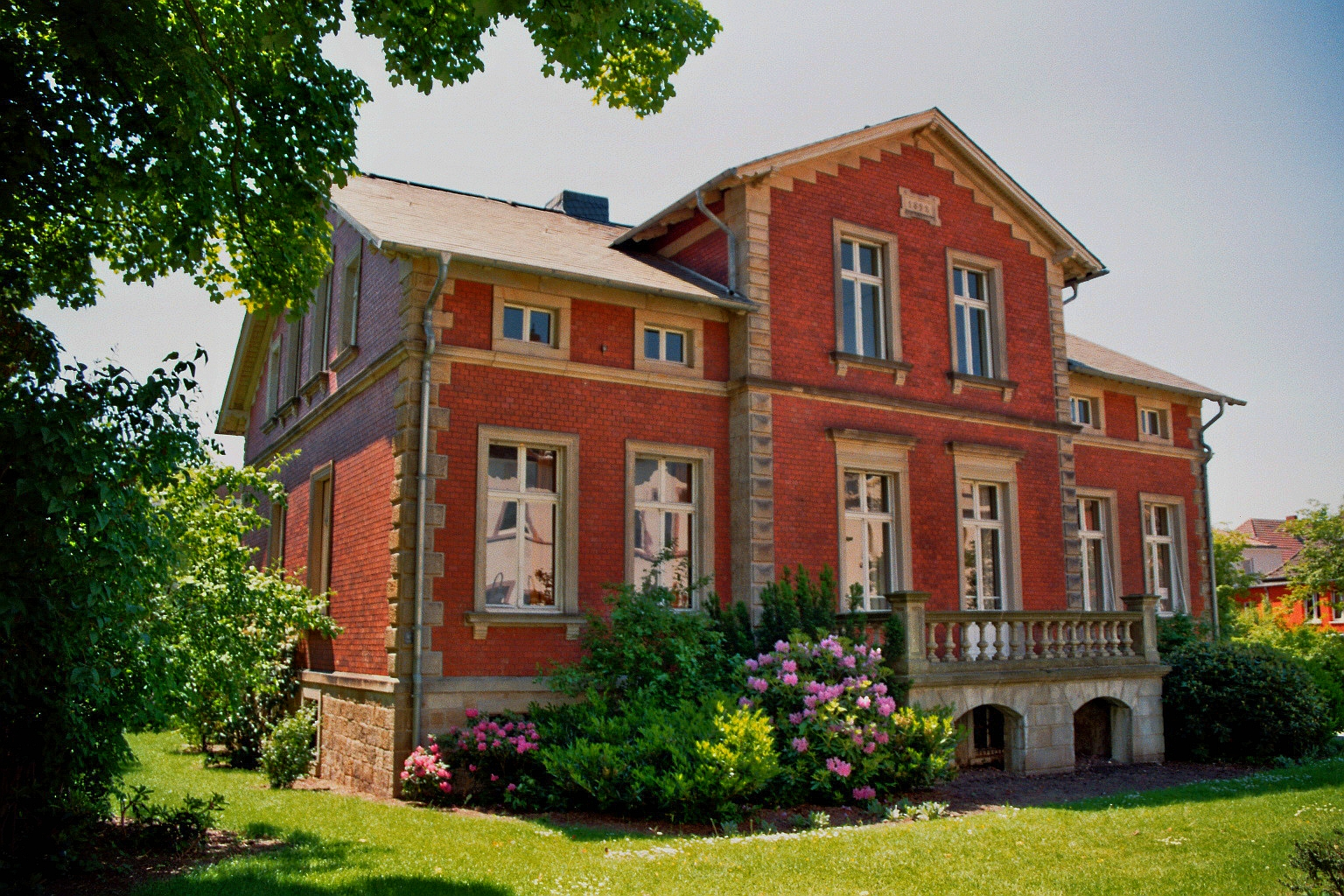
Das Haus Herold in Ibbenbüren

Das Haus Herold (auch als Villa Hövel bezeichnet) in Ibbenbüren, einer Stadt im Kreis Steinfurt in Nordrhein-Westfalen, wurde 1892 errichtet. Die Villa an der Breiten Straße 9 ist seit 1987 ein geschütztes Baudenkmal.

## Geschichte
Das Haus wurde vom Zimmermeister und Bauunternehmer Julius Hövel für seinen Vater Bernhard, der im folgenden Jahr mit seiner unverheirateten Schwester dort einzog, erbaut. Nach dem Tod von Bernhard Hövel im Jahre 1906 lebte seine Schwester Agnes allein in der Villa. Im Jahr 1912 kaufte Johann Bernhard Martin Többen, ein Vetter des Textilfabrikanten Bernhard Többen, die Villa. Im Jahr 1982 kaufte die Stadt Ibbenbüren die Villa von der Familie Herold und vermietete sie an unterschiedliche Nutzer. 
Nachdem im August 2007 der Förderverein Heimatmuseum gegründet worden war, überließ die Stadt Ibbenbüren am 10. November 2007 dem Förderverein die Villa zur Nutzung als Museum. Seitdem beherbergt das Haus Herold das Stadtmuseum Ibbenbüren. 
In Absprache mit dem Standesamt werden in der Villa Trauungen in historischem Ambiente angeboten.

## Architektur
Das Backsteingebäude mit Sandsteinelementen wurde im Stil des Historismus errichtet und mit Dampfheizung, elektrischem Licht und Gasanschluss ausgestattet. Es besitzt reich verzierte Treppenläufe, Holzvertäfelungen und Stuckdecken. In den hohen Wohnräumen finden sich aufwändig geschmückte, prunkvolle Decken, Parkettfußböden und Bodenfliesen mit Jugendstilornamenten. Im Flur und im Treppenaufgang wurden Linkrusta-Belag und Marmorimitationen an den Wänden angebracht.
Im Zweiten Weltkrieg wurde die Villa stark beschädigt: 5 Schornsteine und die Dachrinne sind zerstört worden, das Dach war dreimal getroffen worden. Die Decke der 1. Etage wurde schwer beschädigt.